# Snowia
Snowia is een geslacht van vlinders van de familie spanners (Geometridae), uit de onderfamilie Ennominae.

## Soorten
- S. montanaria Neumoegen, 1884
- S. pulcherrima Guedet, 1941